# 레벤느망
"레벤느망"(프랑스어: L'Événement, 영어: Happening)은 2021년 개봉한 프랑스의 드라마 영화이다. 오드리 디완이 감독과 공동각본을 맡았으며, 아니 에르노의 소설 《사건》(L'Événement)을 원작으로 한다. 2021 베네치아 영화제 황금사자상 수상작이다.

## 줄거리
1963년 프랑스, 촉망받는 대학생 안은 임신 사실을 알게 된다. 당시 프랑스에서 낙태는 불법이었기에 안은 여러 의사에게 도움을 요청하지만 모두 거절당한다. 낙태를 시도하는 약물 주사마저 실패하자, 안은 절망에 빠져 수술 낙태를 해줄 의사를 찾기 시작한다. 친구들에게 임신 사실과 낙태 시도를 알리지만, 그들은 안을 외면한다. 남자친구 막심 역시 안의 임신 사실에 충격을 받고 도와주지 않는다. 안은 결국 한 여성을 통해 낙태 시술을 해주는 의사를 소개받는다. 그녀는 가진 돈을 모두 털어 시술 비용을 지불하고, 가정집 식탁에서 낙태 시술을 받는다. 시술 후 안은 심각한 고통과 출혈을 겪지만, 다행히 친구의 도움으로 병원에 이송되어 목숨을 건진다. 힘든 과정을 겪은 후, 안은 다시 학교로 돌아와 최종 시험을 치른다. 영화는 안이 낙태라는 어려운 선택을 할 수 밖에 없었던 상황과 그 과정에서 겪는 고통, 그리고 낙태 후 그녀의 삶을 보여주며 마무리된다.

## 출연진
- 아나마리아 바르톨로메이 - 안
- 케이시 모테트 클라인
- 상드린 보네르
- 루이즈 오리디게로
- 루이즈 슈비요트
- 피오 마르마이
- 아나 무글랄리스
- 파브리치오 론조네
- 루아나 바지라미
- 레오노르 오베르종
- 쥘리앵 프리종
- 알리스 드랭크생